# Американские военнопленные в Первой мировой войне
Американские военнопленные в Первой мировой войне — военнослужащие Соединённых Штатов Америки, которые были захвачены в плен Центральными державами во время участия США в Первой мировой войне на стороне Антанты с 1917 по 1918 годы, хотя некоторые уроженцы США попадали в плен и до вступления Америки в войну. По разным оценкам, число американских военнопленных составляло от 2 400 до 4 120 человек. Большинство из них были пленены на Западном фронте немецкими войсками.

## Захват в плен

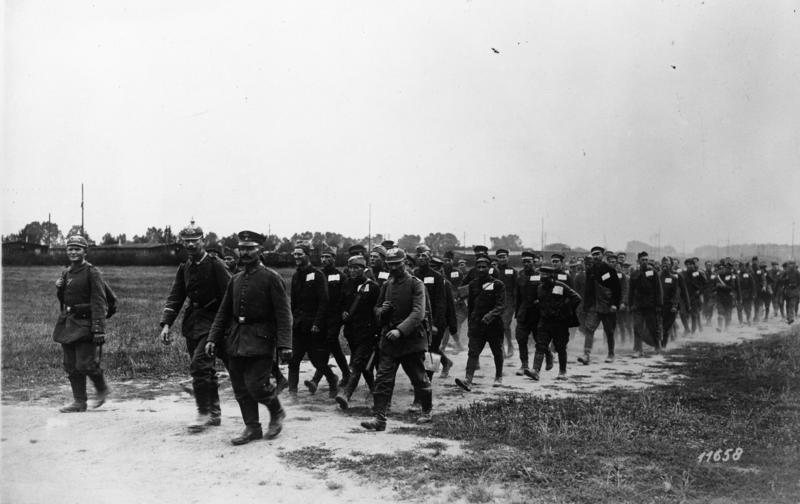
Американские военнопленные маршируют в лагерь для военнопленных.

Численность американских военнопленных в Германии была низкой по отношению к общей численности военнопленных Антанты из-за позднего вступления США в конфликт. Небольшое число военнопленных США также находилось в Австро-Венгрии.
Первые американцы попадали в плен ещё до официального вступления США в конфликт, воюя в составе иностранных армий. Первым американским военнопленным стал Рассел Келли, воевавший во Французском иностранном легионе. В бою 17 июня 1915 года Келли «был замечен упавшим с ужасной раной, и стало известно, что он попал в плен и ему ампутировали ногу». Келли погиб в плену. Он также попал в плен за три месяца до пилота французской авиационной службы Джеймса Дж. Баха, которого часто считают первым американским военнопленным в Первой мировой войне. Всего почти 200 американцев, служивших в составе иностранных армий, были военнопленными. Среди них 134 человека, служивших в Канаде, 16 человек в Летучем корпусе Лафайета, 8 американцев в Французском иностранном легионе, а также несколько американских военных врачей, находившихся на службе в британской армии.
После вступления США в войну, первая группа американских военнопленных была захвачена незадолго до рассвета 3 ноября 1917 года. Рота F, 16-го пехотного полка, первой дивизии, была размещена в секторе в учебных целях, когда немецкий рейд по траншеям, нацеленный на американцев, убил троих, ранил одиннадцать и взял одиннадцать американцев в плен. В течение следующего года около 3700 американцев станут военнопленными, включая горстку американских солдат, захваченных за несколько минут до вступления в силу перемирия.

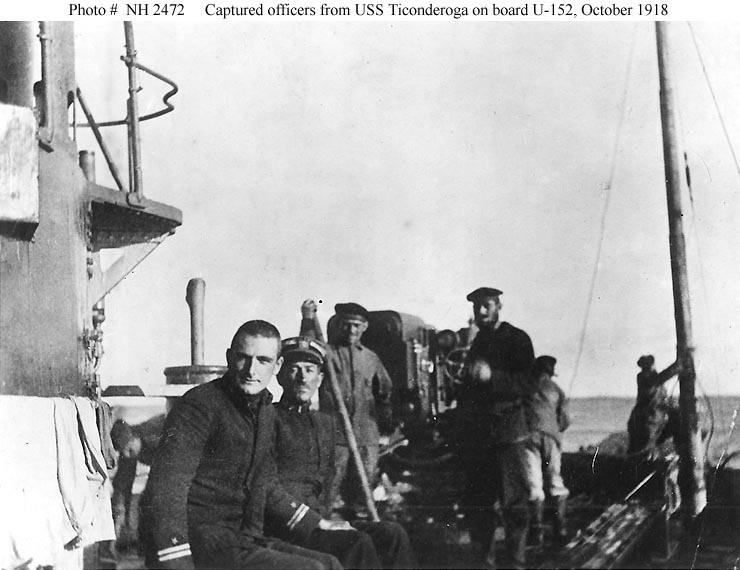
Два американца (слева) в плену на немецкой подводной лодке U-152

Среди американских военнопленных были и летчики Воздушной службы США, которые были сбиты или вынуждены приземлиться на территории противника. Всего 123 американских летчика попали в плен, в том числе два офицера, чей воздушный шар дрейфовал на немецкую сторону. Многие американские летчики были помещены в лагерь для военнопленных в Виллингене, расположенном на небольшом расстоянии от границы Германии со Швейцарией. Однако один из них оказался в лагере на противоположном конце страны, на побережье Балтийского моря в районе Штральзунда, к северу от Берлина. Моряки также находились под угрозой плена: более 240 американских моряков торгового флота были захвачены немецкими торговыми рейдерами и подводными лодками. Многие из них были освобождены до официального вступления США в конфликт.
| Дата       | Офицеры | Солдаты |
| ---------- | ------- | ------- |
| 10.6.1917  | -       | 12      |
| 10.5.1918  | 37      | 295     |
| 10.10.1918 | 204     | 2 253   |

## Условия содержания

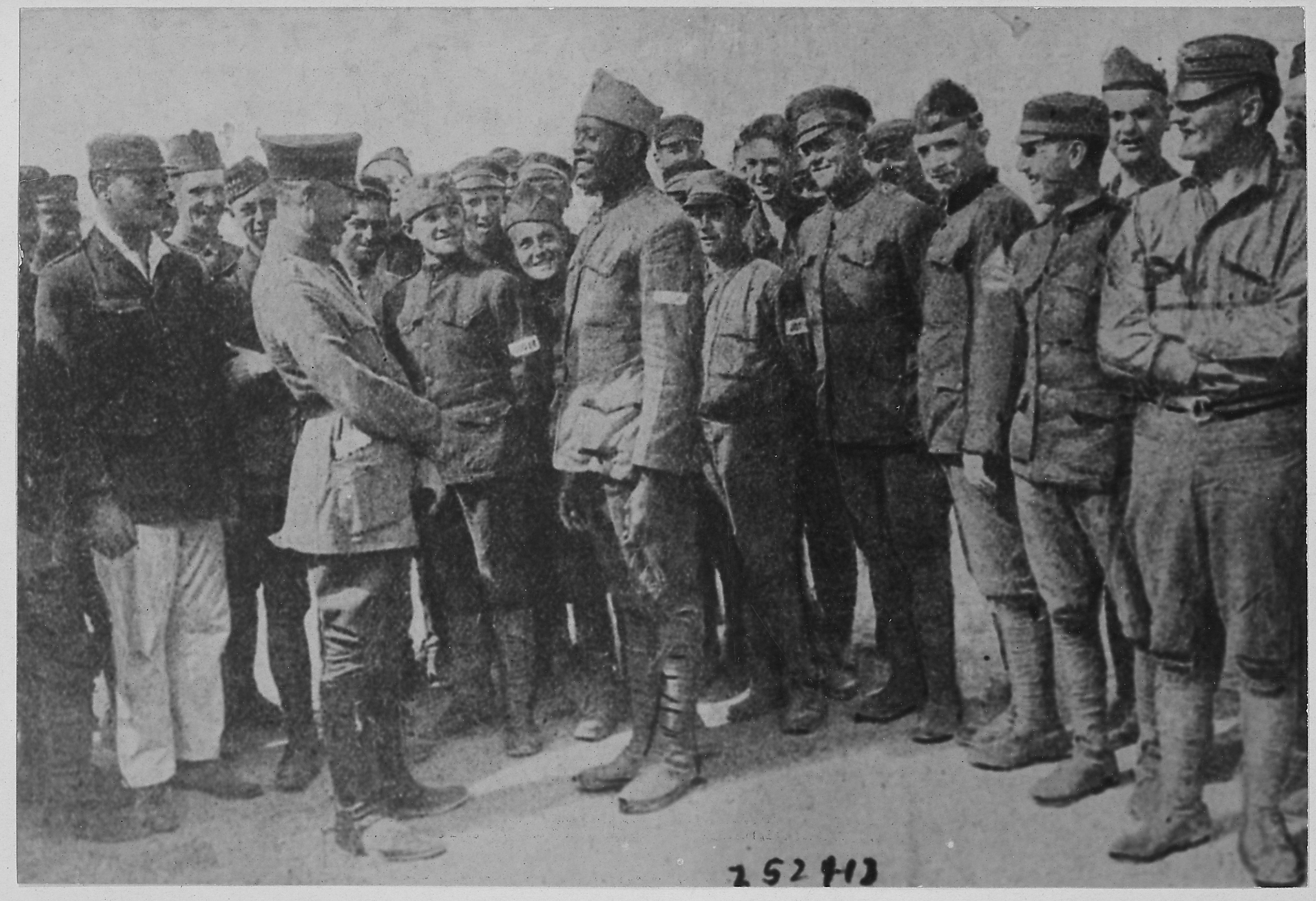
Американские военнопленные в немецком лагере слушают, как афроамериканский боец рассказывает эпизод военной жизни немецкому офицеру.

Обращение с заключенными варьировалось по целому ряду причин, начиная от того, когда заключенный был захвачен в плен, до его ранга и места содержания заключенного. Немецкий тыл страдал от дефицита продовольствия, что сильно затрудняло обеспечение питанием военнопленных на территории Германии. В результате Соединенные Штаты и другие страны отправляли пайки через Международный Красный Крест военнопленным, содержащимся в Германии. В целом, немцы обращались с американскими военнопленными лучше, чем к их союзникам, находившихся в плену. Американцы не подвергались сегрегации, и они часто находились вместе с военнопленными из других стран. Кроме того, офицеры и рядовые американские военнопленные также находились вместе без разделения по должностному звания. Среди военнопленных существовала неуверенность в завтрашнем дне и ощущение потери свободы, а некоторые были лишены еды и одежды. Было подтверждено 147 смертей.

## Побег и сопротивление
Примерно 114 американцам удалось сбежать от своих немецких захватчиков; многие из побегов произошли в течение нескольких минут после того, как они были захвачены в плен во время неразберихи боя. Первый успешный побег из лагеря военнопленных совершил торговый моряк Чарльз Уиллет Смит из штата Коннектикут, который смог добраться до нейтральной Швеции 10 октября 1917 года. Через месяц за ним последовал Патрик О'Брайен из штата Иллинойс, член Королевского летного корпуса. Некоторым американским солдатам, попавших в плен в результате окопных боев, иногда также удавалось совершить побег путем пересечения «ничейной земли» и достижения позиции дружественных войск. Первым американским солдатом, которому удалось успешно бежать из постоянного лагеря для военнопленных, был рядовой Фрэнк Совики из штата Пенсильвания. Он перешел на территорию Швейцарии 9 октября 1918 года.

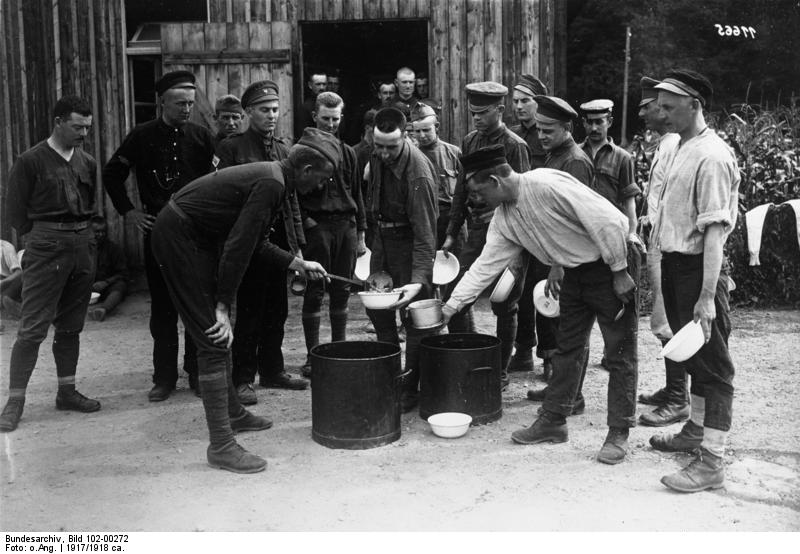
Американские военнопленные получают продовольствие.

Одним из самых известных военнопленных был лейтенант Эдуард Айзекс. Он помог организовать групповой побег из лагеря военнопленных в Виллингене 6 октября 1918 года. Из 13 человек, совершивших побег, только троим (включая его) удалось перебраться в нейтральную Швейцарию. Он достиг свободы 13 октября 1918 года и был награжден Медалью Почета за свой подвиг и за то, что принес информацию, имеющую разведывательное значение. После войны Эдуард десять лет проработал в Конгрессе в качестве представителя Калифорнии. Он умер в Фэрфаксе, штат Вирджиния, в 1990 году в возрасте 98 лет, став последним из ныне живущих обладателей Медали Почета Первой мировой войны.
Американский военнопленный Генри Ленерт сумел убедить немецкого командира роты сдаться ему в плен, пообещав ему провести его отряд из 80 человек к американским позициям в безопасности. 
Сержант армии Эдгар Халибертон смог проявить лидерские качества в плену, что обеспечило выживание 50 военнопленных в тяжелейших условиях на голодном пайке. В конце концов, переведенный в концентрационный пункт для американских военнослужащих, Халибертон принял на себя командование более чем 2 200 военнопленными, оказывая сопротивление немецкой пропаганде, обеспечивая здоровье и благополучие своих людей и управляя внутренней разведывательной организацией, которая помогала бежать и препятствовала немецким пособникам.
Сержант Палмер Бойд, санитар 38-го пехотного полка, вместе с другими солдатами обнаружил, что их направляют в здание для допроса. Они сговорились рассказывать одну и ту же историю, чтобы немецкий дознаватель получил лишь ограниченную информацию. Также, будучи начальником барака для военнопленных, он отвлекал своих товарищей от работы, направленной на помощь немецким военным усилиям. В другом быстро продуманном действии Бойд заставил около 75 американских военнопленных, недавно прибывших с фронта, отрезать кожаные ремешки и резиновые ободки от своих касок, прежде чем эти предметы могли быть конфискованы. Немцы использовали эти материалы для своих военных нужд. 

## Репатриация

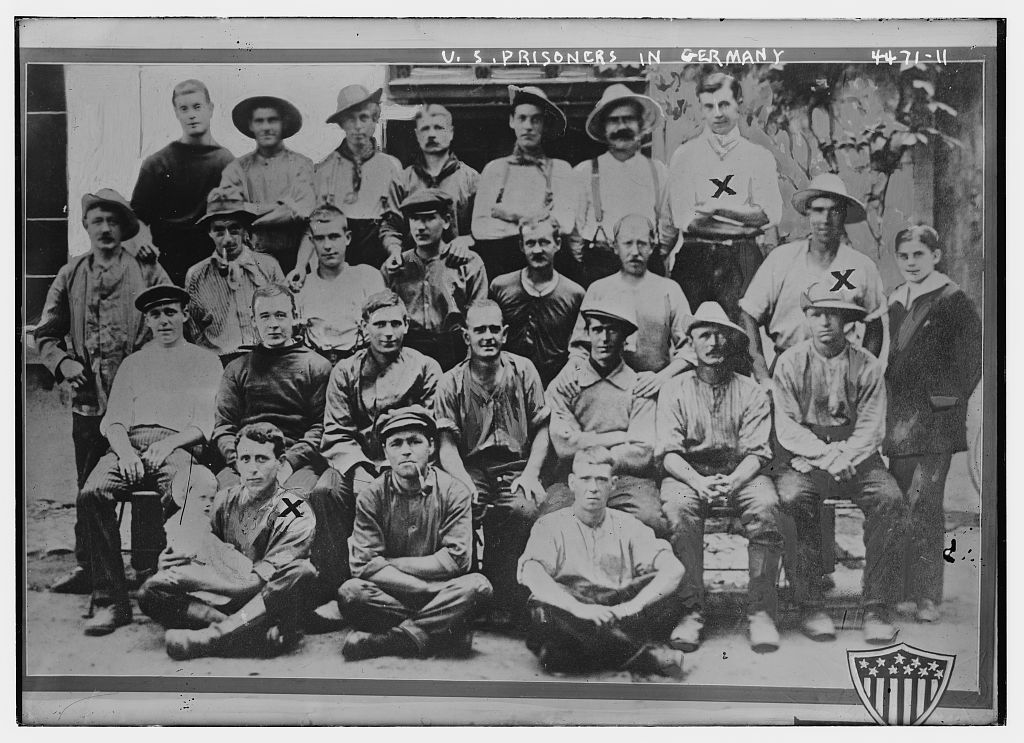
Группа американских военнопленных в Германии

После окончания Первой мировой войны США не имели организованной программы для возвращения военнопленных на родину, как это было во время последующих войн. Американские военнопленные стали предоставлены сами себе, когда Германия охватывалась волнениями и революцией, а тюремная охрана покидала свои посты и уходила домой. 20 американских военнопленных самостоятельно покинули плен, после подписания перемирия 11 ноября 1918 года, когда формально военное положение ещё существовало. Им приходилось самим искать способы добраться до Франции, откуда они могли быть эвакуированы на кораблях. Другие ждали прибытия американских или союзных представителей для организации их транспортировки. К 5 февраля 1919 года все живые американские военнопленные были репатриированы в США.